# Castellanus
castellanus (cas) (łac. zamkowy, należący do zamku) – gatunek chmur, które w górnej części przynajmniej miejscami wykazują wypukłości w postaci wieżyczek, nadających tym chmurom na ogół wygląd ząbkowany. Wieżyczki te, z których część ma większą wysokość niż szerokość, posiadają wspólną podstawę i wydają się ułożone wzdłuż pewnych linii. Wieżyczkowaty charakter chmur castellanus jest szczególnie dobrze widoczny, gdy są one obserwowane z boku. Ich obecność świadczy o chwiejności warstwy atmosfery, na której się znajdują.
Określenie to odnosi się do chmur Altocumulus, Cirrocumulus, Cirrus i Stratocumulus.